# 衞炳江
衞炳江，JP，香港物理學家，主要研究光纖通訊。曾在國際學術期刊發表逾二百篇論文，又籌辦多個關於光電子和光通訊的國際鐳射和電光學研討會。他於2020年7月22日獲香港浸會大學校董會委任，接替錢大康教授成為該校第六任校長，2021年2月1日履新。履職前為香港理工大學常務及學務副校長。

## 背景

### 早年生活
衞炳江早年在新界葵涌新區長大，因徙置區內沒有幼稚園而被迫跳級試讀小學一年級，結果獲取錄入讀佛教青年會學校。他後來入讀中華基督教會全完中學，為該校1976年第五屆的中五畢業生。中學時期曾在大排檔任兼職洗碗員，以幫補家計。自中三起到大學一年級一直喜歡化學科，不過由於對化學品敏感而轉修物理系。1978年預科畢業後考入香港大學化學系，並於1981年以一級榮譽成績完成物理學系物理學榮譽理學士學位。他在同年起到美國馬里蘭大學修讀物理學研究生課程，分別在1985年及1988年取得碩士與博士學位。本來衞的大學教授創業時，有意邀請衞當市場部經理，推廣電腦認字系統，最終衞未有接受好意，且另覓工作。
及後在1988至1990年間，他於維吉尼亞州麥克萊恩（McLean）一所科學應用國際公司任職研究科學家，曾經在美國與意大利將會合作的繩系衛星系統太空穿梭機項目，即1992年亞特蘭蒂斯號太空穿梭機升空（TSS-1，1992年8月）和哥倫比亞號太空穿梭機發射（TSS-1R，1996年2月）中，負責研究電纜拴在穿梭機上的衛星發射與訊號接收。此外代表過所屬公司投票推選意大利首位太空人。1990年，衞炳江轉職馬里蘭大學電機工程學系研究助理，以研究跨洋光纖傳輸為主。留洋階段分別著力研究就偏振模色散和非線性相互作用、非線性光纖對光傳播的影響、光電設備即鐳射和光子開關以及高速光纖通訊系統的發展。

### 回港發展
直至1996年，當時一位台灣教授打算邀請衞炳江當研究員，然而礙於申請不到資助而作罷。於是衞回流香港作個人發展，加入香港理工大學電子工程學系任助理教授。1998年準備回到美國院校履行終身制的聘用合約之前，卻基於岳母患病而選擇留在香港繼續教學。2002年被晉升為電子及資訊工程學系教授兼系主任，2005再升為光通訊學講座教授兼工程學院院長。其後在2008年出任理工大學協理副校長，至2010年接替高贊明出任理工大學副校長（科研發展）。衞炳江加入理工大學以來為校內的工程學院成立了光電研究中心，繼而進一步研究未來光網絡技術。在全光分組交換技術方面，他設計的全光分組處理資料傳送技術得到三項美國專利。而其對光學範疇的貢獻亦令他在2009年獲美國光學學會選為院士。2012年入選國家科技計劃專家庫。同年1月及12月當選為國際電氣與電子工程師學會會士及香港工程科學院院士。
除了科學研究和教學以外，他既是光學和光子學著名期刊《光學快報》（Optics Express）的副編輯，又是非應邀電子訊息（執行通知）上訴委員會（2016年至2020年）、香港研究資助局委員（2016年至2021年）、香港海運港口局人力培訓三方專責小組（航空）和香港天文台策略諮詢委員會成員。2019年，衞炳江於香港理工大學衝突中與校董會主席林大輝與其他管理層到校園內游說佔據者離開。翌年3月擔任常務及學務副校長，7月獲香港浸會大學校董會委任為該校第六任校長，12月離任香港理工大學常務及學務副校長，崗位由理工大學應用科學及紡織學院院長黃永德接任。
衞炳江其餘擔任過的崗位尚有香港科技協進會（第三十一屆）會長、林大輝中學校董、香江學者計劃成員、廣州市科學技術協會港澳顧問、香港友好協進會工作委員會青年事務委員會副主任、香港學者協會理事、大舜基金顧問、社區、建造及工程專業發展中心榮譽顧問（2010年至至2015年）、職業訓練局顧問委員會委員（2010年至2015年）、暨南大學客座教授（2010年至2013年）、北京大學深圳研究生院客座教授（2013年至2016年）等。
2022年7月，衞炳江獲香港特別行政區政府委任為太平紳士。2023年獲選為第14屆全國政協委員。當他首個校長任期於2026年1月31日屆滿後，香港浸會大學校方公佈其第2個任期定於2027年7月31日結束。他隨即會繼續出任光子學講座教授至2031年1月31日為止。

## 個人生活
衞炳江於2009年6月結婚，現時育有子嗣。

## 參與節目
- 2022年　新聞透視（8月20日、無綫電視）

## 外部連結
- 浸大任命唯一候選人衞炳江為新校長 明年2月1日生效任期5年，香港蘋果日報，2020年7月22日 （页面存档备份，存于）
- 理大副校衞炳江：佛系難創業 怕失敗難創新，信報，2020年4月1日（页面存档备份，存于）

| 教育職務                  | 教育職務                                                     | 教育職務              |
| 學術機關職務              | 學術機關職務                                                 | 學術機關職務          |
| ------------------------- | ------------------------------------------------------------ | --------------------- |
| 香港理工大學              |                                                              |                       |
| 前任： 高贊明             | 香港理工大學副校長（科研發展） 2010年7月1日－2020年2月29日   | 繼任： 石丹理（暫任） |
| 前任： 陳正豪             | 香港理工大學副校長（常務及學務） 2020年3月1日－2020年12月1日 | 繼任： 黃永德         |
| 香港浸會大學              |                                                              |                       |
| 前任： 麥建成（署理校長） | 香港浸會大學校長 第六任 2021年2月1日－2027年7月31日          | 繼任： （待定）       |